# Erik Bergqvist (författare)
Erik Bergqvist, född 17 april 1970, är en svensk poet, litteraturkritiker, översättare. Tidigare redaktör för Bokförlaget Eddas Gröna serien (utländsk poesi). Popmusiker: sångare och låtskrivare i Scatter. Andra halvan av electronicapopduon Schaum. Bosatt i Stockholm.
Bergqvist skriver en lågmäld, filosofiskt orienterad men sinnlig poesi med referenser till bland andra Tomas Tranströmer, Bertil Malmberg, Eva Runefelt och Ulf Eriksson. Han var verksam som recensent på Svenska Dagbladet mellan 2002 och 2012, från 1999 och från 2012 sporadiskt på Nya Wermlands-Tidningen. Skriver från 2006 främst i Hufvudstadsbladet. Han skriver också om fransk litteratur på Dixikon och om lyrik i Lyrikvännen.

## Priser och utmärkelser
- 2003 – Sigtunastiftelsens författarstipendium
- 2015 – Gustaf Fröding-sällskapets lyrikpris[1]
- 2015 – Lydia och Herman Erikssons stipendium[2]
- 2020 – Karl Vennbergs pris
- 2022 – Årets Värmlandsförfattare[3]